# Dick Lane
Richard Lane, detto Dick (Austin, 16 aprile 1927 – Austin, 29 gennaio 2002), soprannominato Night Train, è stato un giocatore di football americano, di nazionalità statunitense, che ha giocato nel ruolo di cornerback per 14 stagioni nella National Football League (NFL) per i Los Angeles Rams, i Chicago Cardinals e i Detroit Lions. Nella sua stagione da rookie ha stabilito il primato assoluto di intercetti messi a segno in una stagione NFL con 14.

## Carriera professionistica
Nel 1952, il ventiquattrenne Lane si presentò al training camp dei Los Angeles Rams alla ricerca di un lavoro, poiché stanco della sua occupazione in una fabbrica di aeromobili. Originariamente fu sottoposto a un provino come wide receiver ma i Rams lo spostarono nel ruolo di defensive back. Durante il suo periodo ai Rams, gli fu affibbiato il soprannome "Night Train". Inizialmente il soprannome non gli piacque ma in seguito le cose cambiarono a mano a mano che veniva conosciuto dai media nazionali con quel nome: la prima apparizione nella stampa di un'immagine di una partita di esibizione dei Rams, mentre Dick era intento a mettere a segno un tackle: Dick "Night Train" Lane fa deragliare Charlie "Choo Choo" Justice, recitava la didascalia. Egli indossò il numero 81, un numero insolito per un defensive back, poiché inizialmente avrebbe dovuto giocare come tight end. I ricevitori dei Rams all'epoca, Tom Fears ed Elroy Hirsch, erano già delle stelle, oltre che dei futuri hall of famer, così l'allenatore Joe Stydahar spostò Lane nel ruolo di defensive back. Nella sua stagione rookie, Lane stabilì il record NFL per una singola stagione con 14 intercetti, record che resiste ancora oggi malgrado la stagione ai suoi tempi fosse di sole 12 partite (fu estesa a 14 gare nel 1961 e a 16 nel 1978). Fu scambiato coi Chicago Cardinals nel 1954 e ai Detroit Lions nel 1960. A Detroit disputò sei stagioni (1960–65), facendo registrare 21 intercetti per 272 yard e un touchdown. Durante quel periodo, fu inserito per quattro volte nella formazione ideale della stagione (1960–63) e convocato per tre Pro Bowl (1961–63).
In totale, dal 1954 al 1963, Lane fu inserito sei volte nell'All-Pro team e convocato per sette Pro Bowl. Egli mise a segno tre intercetti in ognuna delle sue quattordici stagioni, tranne 4.
Conosciuto come un difensore dai colpi particolarmente duri, a Lane piaceva mettere a segno tackle sulla testa e il collo degli avversari, cosa che all'epoca era considerata regolare. Questi tackle a volte erano chiamati "Night Train Necktie".

## Palmarès
- (7) Pro Bowl (1954, 1955, 1956, 1958, 1960, 1961, 1962)
- (6) First-team All-Pro ( 1956, 1959, 1960, 1961, 1962, 1963)
- (4) Second-team All-Pro (1954, 1955, 1957, 1958)
- (2) Leader della NFL in intercetti (1952, 1954)
- Formazione ideale del 75º anniversario della National Football League
- Formazione ideale del 100º anniversario della National Football League
- Formazione ideale della NFL degli anni 1950
- Pro Football Hall of Fame
- Classificato al #30 tra i 100 migliori giocatori di tutti i tempi da NFL.com
- Record NFL di intercetti in una stagione (14 nel 1952)